# Heliella singularis
Genre
Espèce
Heliella singularis, unique représentant du genre Heliella, est une espèce d'opilions laniatores de la famille des Gonyleptidae.

## Distribution
Cette espèce est endémique du Paraná au Brésil. Elle se rencontre vers Morretes, São José dos Pinhais, Piraquara et Marumbi.

## Description
Le mâle holotype mesure 17,0 mm.

## Étymologie
Ce genre est nommé en l'honneur d'Helia Eller Monteiro Soares.

## Publication originale
- Soares, 1945 : « Novo gênero de Opilião do Paraná coligido pelo Sr. Hatschbach. » Papeis Avulsos do Departamento de Zoologia, vol. 5, no 29, p. 277–280.